# José Clemente Weber
Dom José Clemente Weber (Venâncio Aires, 24 de setembro de 1937) é um sacerdote e bispo católico brasileiro, bispo emérito da Diocese de Santo Ângelo no Rio Grande do Sul.

## Vida
Nascido em Santa Emília, distrito de Venâncio Aires, a 24 de setembro de 1937, filho de João Felipe Weber e Ana Berta Weber, é o quarto filho entre doze irmãos. Fez os estudos primários e secundários em Arroio do Meio e Gravataí, a Filosofia e a Teologia na Pontifícia Universidade Gregoriana, em Roma. Foi ordenado padre em 22 de dezembro de 1962, aos 25 anos de idade, na Igreja de Gesú, em Roma, pelo Cardeal Agostinho Bea.

## Sacerdócio
Como sacerdote, exerceu as seguintes funções na Arquidiocese de Porto Alegre: Em 1964 e 1965, foi assistente e Espiritual dos seminaristas em Bom Princípio; Professor, assistente, espiritual e vice-reitor em Gravataí; Promotor vocacional no interior da Arquidiocese; Pároco ecônomo da Paróquia Santa Catarina, Vila Elisabete, em Porto Alegre; Professor de Cultura Religiosa na PUCRS; Assistente e diretor dos seminaristas em Viamão; Professor de Lógica e Cosmologia, na Faculdade de Viamão; De 1981 a 1982, foi Reitor do Seminário de Gravataí; Pároco da Paróquia São José, Vila Primor, em Sapucaia do Sul; Pároco da Paróquia Santuário Nossa Senhora do Rosário de Fátima, no Bairro Rubem Berta em Porto Alegre; Pároco da Paróquia São Cristóvão, em Porto Alegre; Pároco da Paróquia Nossa Senhora do Rosário, no Centro de Porto Alegre; Penitenciário do Cabido Metropolitano; De 1990 a 1994, Juiz do Tribunal Eclesiástico, regional de Porto Alegre; Assistente dos Diáconos Permanentes da Arquidiocese de Porto Alegre.

## Episcopado
Em 23 de março de 1994, foi nomeado Bispo auxiliar de Porto Alegre, pelo Papa João Paulo II. Na mesma data, foi nomeado bispo titular de Gummi di Bizacena. Em 5 de junho de 1994, foi ordenado Bispo, na Catedral Metropolitana de Porto Alegre. O principal sagrante de sua ordenação episcopal foi Dom Altamiro Rossato. Os co-sagrantes foram Dom Thadeu Gomes Canellas e Dom Antônio do Carmo Cheuiche. Dom Clemente escolheu como lema de vida episcopal: ALIAS OVES HABEO (Tenho outras ovelhas).
Em 8 de março de 2001, já tendo como Arcebispo, Dom Dadeus Grings, e a criação dos Vicariatos, Dom Clemente foi designado como Vigário Episcopal do Vicariato de Montenegro. No dia 15 de junho de 2004, Dom José Clemente foi nomeado, por João Paulo II, bispo da Diocese de Santo Ângelo.
Em 24 de abril de 2013 o Papa Francisco aceita o pedido de renúncia de Dom José Clemente Weber conforme o cân. 401 do Código de Direito Canônico e nomeia Dom Liro Vendelino Meurer, até então bispo auxiliar da Arquidiocese de Passo Fundo como novo bispo de Santo Ângelo.

## Lema e Brasão
- LEMA: O lema da missão episcopal escolhido: Alias Oves Habeo (Tenho outras ovelhas), tirado do Evangelho do Bom Pastor (Jo 10, 16), sintetiza o grande objetivo da Igreja no Brasil, a Evangelização.
- BRASÃO: O Brasão contém os seguintes elementos: a) o cajado de pastor e a cruz entrelaçados sobre fundo vermelho lembram o Bom Pastor, que dá a vida pelas suas ovelhas. Missão e Cruz são inseparáveis e requerem muito amor (campo vermelho) para produzirem fruto; b) a Igreja, situada no meio do mundo, continua a missão do Bom Pastor, sendo "luz das nações", irradiando fé, esperança e amor (raios que partem do interior da Igreja) sobre a grande seara (campo dourado).